# Symphonaire Infernus et Spera Empyrium
Symphonaire Infernus et Spera Empyrium – minialbum brytyjskiego zespołu My Dying Bride wydany w 1991 roku przez wytwórnię płytową Peaceville. Zawartość tej płyty została wznowiona na kompilacjach The Stories (1994) oraz Trinity (1995).

## Lista utworów
| CD | CD                                       | CD      |
| Nr | Tytuł utworu                             | Długość |
| -- | ---------------------------------------- | ------- |
| 1. | „Symphonaire Infernus et Spera Empyrium” | 11:39   |
| 2. | „God Is Alone”                           | 4:51    |
| 3. | „De Sade Soliloquay”                     | 3:42    |
|    |                                          | 20:12   |

| Płyta gramofonowa | Płyta gramofonowa                              | Płyta gramofonowa |
| Nr                | Tytuł utworu                                   | Długość           |
| ----------------- | ---------------------------------------------- | ----------------- |
| 1.                | „Symphonaire Infernus et Spera Empyrium Act 1” | 07:03             |
| 2.                | „Symphonaire Infernus et Spera Empyrium Act 2” | 04:35             |
|                   |                                                | 11:38             |

## Twórcy
- Aaron Stainthorpe – śpiew
- Andrew Craighan – gitara
- Calvin Robertshaw – gitara
- Adrian Jackson – gitara basowa
- Rick Miah – perkusja
- Martin Powell – skrzypce
- Paul "Hammy" Halmshaw – produkcja
- Dave McKean – oprawa graficzna albumu